# Koibito wa Kokoro no Ōendan
Singles de Country Musume ni Ishikawa Rika (Morning Musume)
Hajimete no Happy Birthday!
(2001) Iroppoi Onna ~Sexy Baby~
(2002)
 Koibito wa Kokoro no Ōendan  (恋人は心の応援団, ou Ouendan, Oendan) est le 6e single du groupe de J-pop Country Musume, et son 2e en tant que Country Musume ni Ishikawa Rika (Morning Musume) avec Rika Ishikawa de Morning Musume en invitée.

## Présentation
Le single sort le 17 octobre 2001 au Japon sur le label zetima, produit par le chanteur Yoshitake Tanaka, écrit et composé par Tsunku. Il atteint la 6e place du classement de l'oricon, et reste classé pendant cinq semaines, se vendant à 93 070 exemplaires durant cette période.
La chanson-titre figure en deux versions sur le single, en plus de sa version instrumentale. Sa version normale figurera sur le premier album du groupe, Country Musume Daizenshū 1 qui sort deux mois après, puis sur les compilations Country Musume Daizenshū 2 de 2006 et Country Musume Mega Best de 2008. Elle sera reprise en 2012 par le groupe affilié Smileage en « face B » de son single Dot Bikini.

## Membres
- Rinne
- Asami
- Rika Ishikawa

## Liste des titres
1. Koibito wa Kokoro no Ōendan  (恋人は心の応援団?)
2. Koibito wa Kokoro no Ōendan (Hyper Dance Version)  (恋人は心の応援団...?)
3. Koibito wa Kokoro no Ōendan (Instrumental) (恋人は心の応援団...?)